# Scar Symmetry
Scar Symmetry är ett svenskt melodisk death metal-band från Avesta som startade i april 2004. Bandet har kontrakt med skivbolaget Nuclear Blast.

## Historia

### Bildandet och debutalbumet
Bandet grundades i april 2004 då Scar Symmetry bildades genom Altered Aeons inspelning i Jonas Kjellgrens Black Lounge Studios. Samma månad spelade bandet in en demo för låten Seeds of Rebellion som gav bandet ett skivkontrakt med Cold Records (ett underbolag till Metal Blade Records).
I juli 2005 spelade bandet in sitt debutalbum Symmetric in Design i Black Lounge Studios i Avesta. De följde upp albumet med att spela på festivaler i Europa under sommaren 2005, där de turnerade med bland andra Soilwork, Hypocrisy och One Man Army and the Undead Quartet.

### Nytt skivbolag och skiva
I juni 2006 skrev bandet på med det stora tyska metalskivbolaget Nuclear Blast. Åtta månader efter släppet av Symmetric In Design gav sig bandet in i studion igen där de spelade in uppföljaren, Pitch Black Progress.  När skivan var klar följde de återigen upp med en turné, den här gången tillsammans med bandet Communic under turnén "Waves of Pitch Black Decay Tour 2006" genom Europa och en världsturné tillsammans med Dark Tranquillity och The Haunted. De spelade även på flera europeiska festivaler. Deras låt The Illusionist fick en hel del visningar på MTV2s program Headbangers Ball.  
Hösten 2007 var Scar Symmetry på en ny turné i Nordamerika med huvudbandet Katatonia och med de två andra banden Insomnium och Swallow the Sun.

### Nya sångare
Efter släppet av Holographic Universe bestämde sig Älvestam för att lämna bandet på grund av kreativa olikheter. Istället för att hitta en lika varierad sångare så bestämde sig bandet för att anlita två olika, veteranen Roberth "Robban" Karlsson som growlare och Lars Palmqvist som nu står för den rena sången.

## Medlemmar
Nuvarande medlemmar
- Per Nilsson – gitarr, keyboard, programmering (2004– )
- Roberth "Robban" Karlsson – sång, growl (2008– )
- Lars "Lerta" Palmqvist – sång (2008– )
- Lawrence Dinamarca – trummor (2024– )
- Stephen Platt – gitarr (2024– )

Tidigare medlemmar
- Christian Älvestam – sång (2004–2008)
- Jonas Kjellgren – gitarr, keyboard, programmering (2004–2013)
- Kenneth Seil – basgitarr (2004–2015)
- Andreas Holma – basgitarr (2016–2019)
- Ben Ellis – gitarr (2016–2022)
- Henrik Ohlsson – trummor (2004–2024)

Turnerande medlemmar
- Richard Bendler – sång (2011)
- Fredrik Groth – gitarr, basgitarr (2012–2014)
- Ben Ellis	– gitarr (2014–2016)
- Andreas Silén – basgitarr (2015)
- Lawrence Dinamarca – trummor (2022–2024)
- Morgan Reid – gitarr (2023)
- Stephen Platt – gitarr (2023–2024)

Bildgalleri

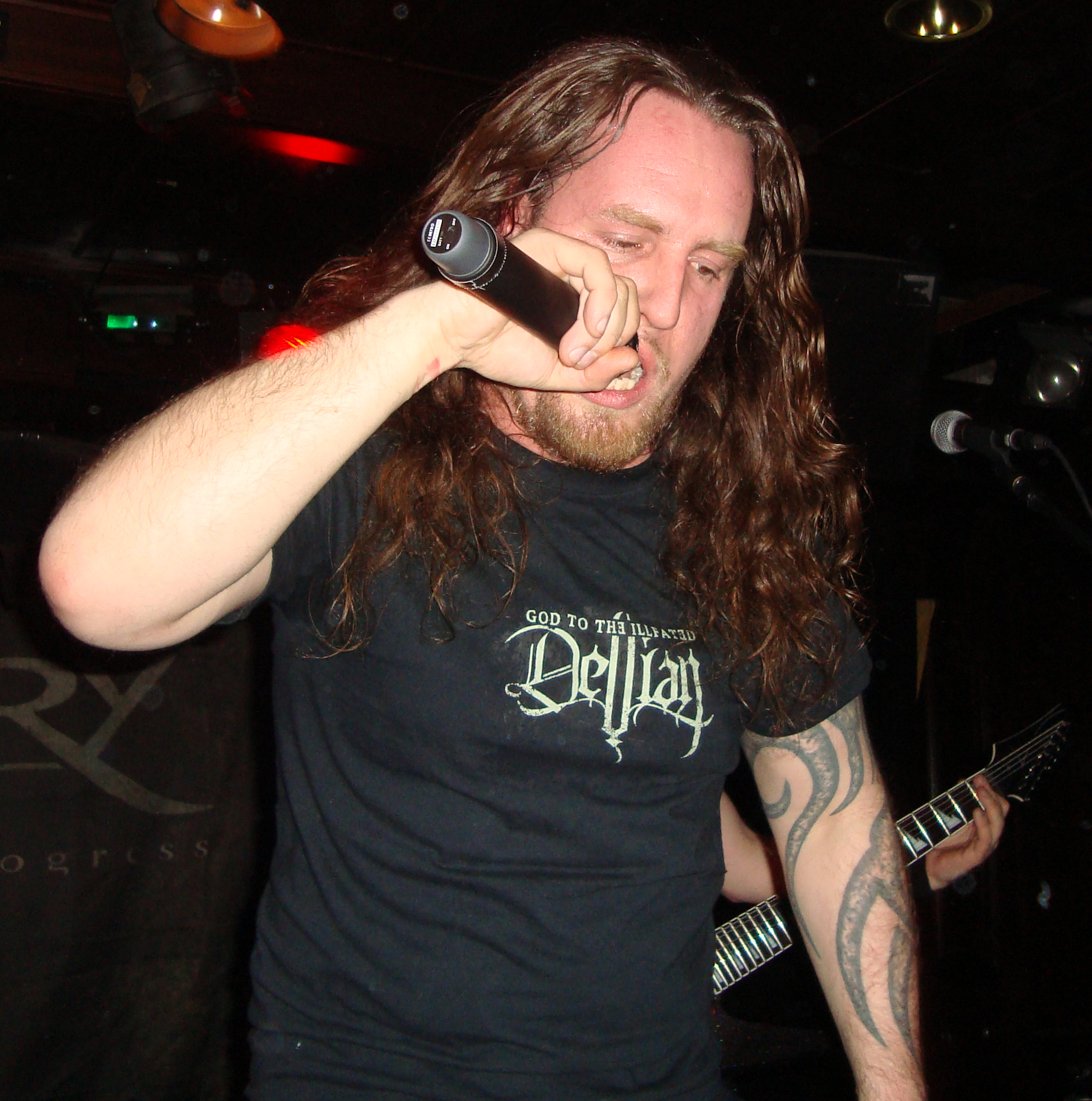
Roberth Karlsson
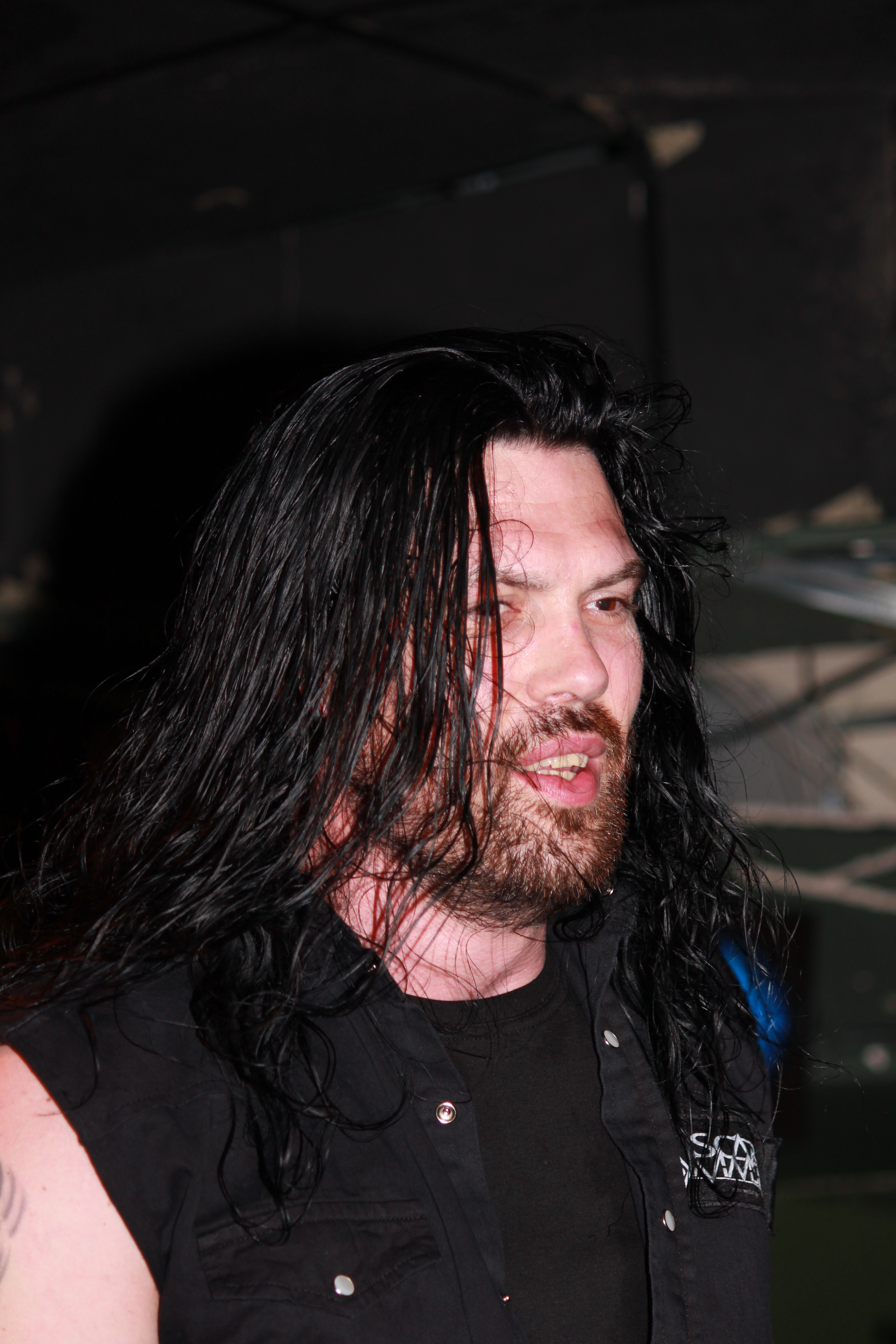
Lars Palmqvist
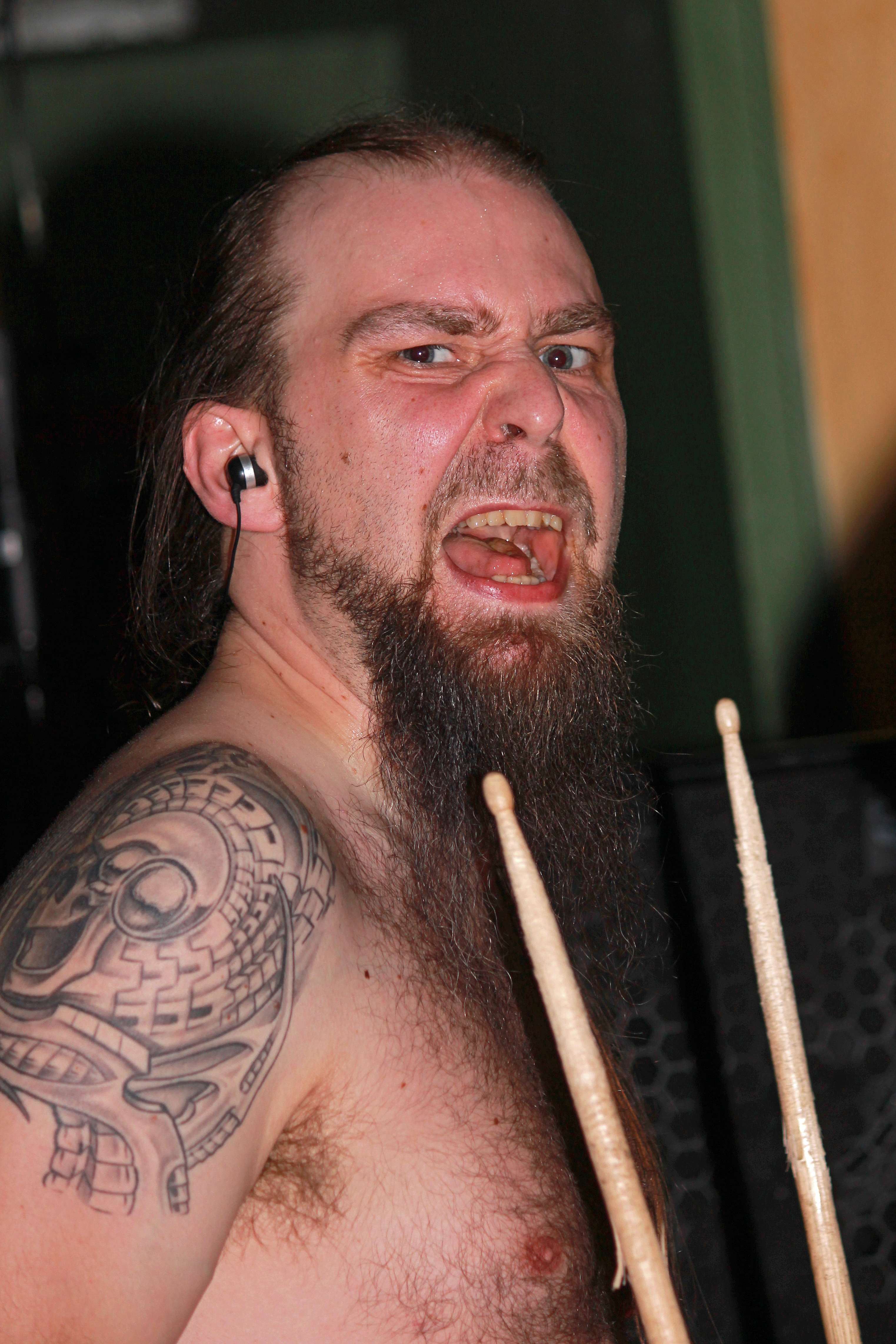
Henrik Ohlsson
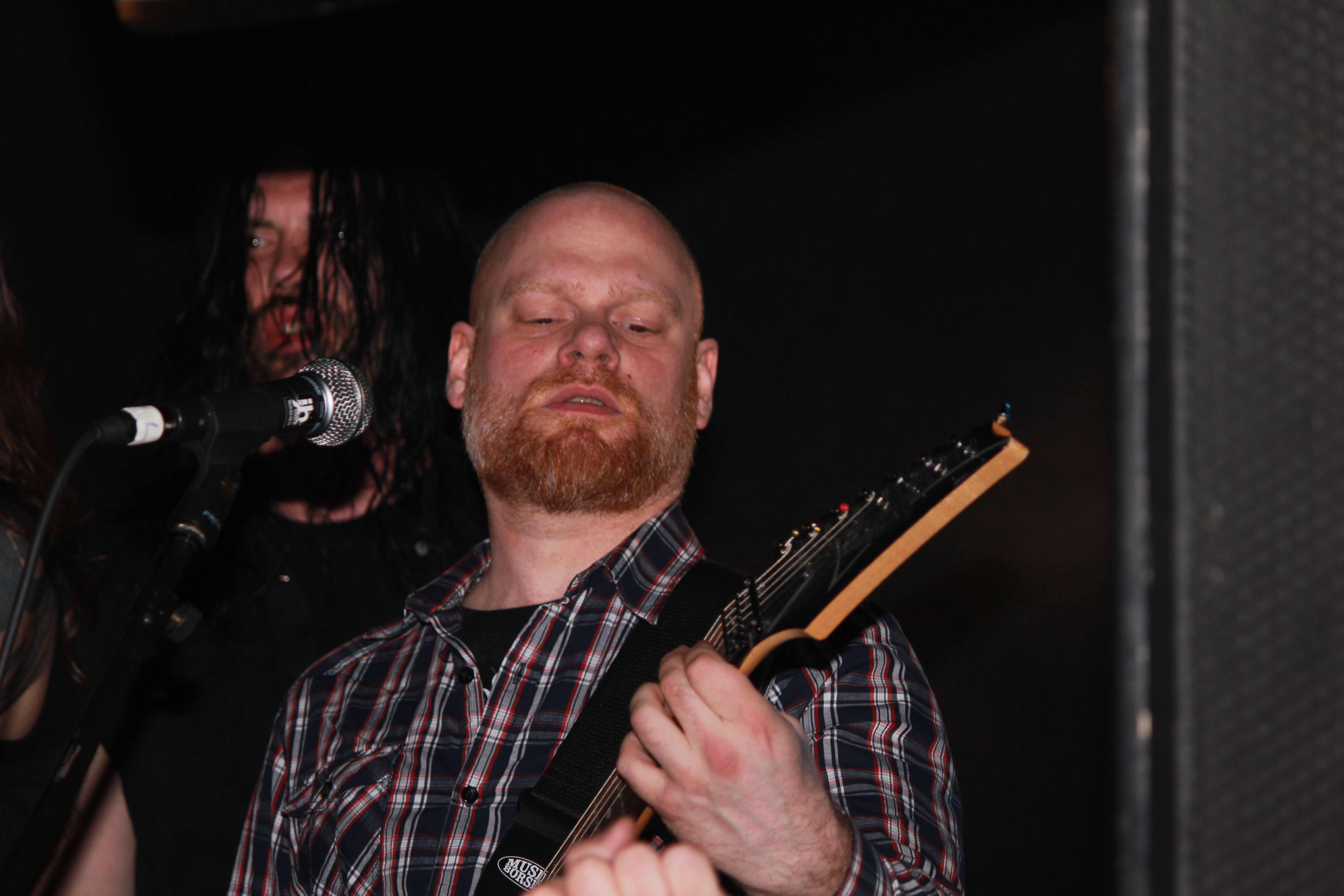
Per Nilsson

## Diskografi
Demo
- Seeds of Rebellion (2004)

Studioalbum
- Symmetric in Design (2005)
- Pitch Black Progress (2006)
- Holographic Universe (2008)
- Dark Matter Dimensions (2009)
- The Unseen Empire (2011)
- The Singularity (Phase I: Neohumanity) (2014)
- The Singularity (Phase II – Xenotaph) (2023)

Singlar
- "The Illusionist / Mind Machine" (2006)
- "Morphogenesis" (2008)
- "The Consciousness Eaters" (2009)
- "Noumenon and Phenomenon" (2009)
- "Ascension Chamber" (2009)
- "Limits to Infinity" (2014)
- "Cryonic Harvest" (2014)

## Videografi
- Noumenon and Phenomenon (2009)
- Ascension Chamber (2009)
- The Illusionist (2006)
- Morphogenesis (2006)